# Farnesol
Farnesol is een kleurloze vloeistof met een bloemengeur. De stof is een sesquiterpeen en komt van nature voor in anijs-, jasmijn- en rozenolie en heeft een hormoonfunctie bij sommige insecten. Farnesol wordt gebruikt als geurstof en heeft een antibacteriële werking en wordt als zodanig toegepast in cosmetica.
Farnesol is een intermediair in de biosynthese van cholesterol uit mevalonzuur bij gewervelden.